# Никологорский район
Никологорский район — административно-территориальная единица во Владимирской области РСФСР, существовавшая в 1935—1963 годах. Административный центр — рабочий посёлок Никологоры.

## История
- Район был образован 25 января 1935 года в составе Ивановской Промышленной области с центром в рабочем посёлке Никологоры путём выделения из части территории Вязниковского района.
- С 11 марта 1936 года Никологорский район в составе Ивановской области.
- С 14 августа 1944 года в составе вновь образованной Владимирской области.
- В 1948 году деревня Стёпанцево преобразована в рабочий посёлок.
- В 1954 году Злобаевский сельсовет включен в состав Сергиево-Горского сельсовета, Афанасовский — в Буторлинский, Пивоваровский — в Больше-Высоковский.
- В 1958 году упразднён Курбатихинский сельсовет.
- В 1959 году упразднены Харинский сельсовет, Аксенихинский сельсовет объединен с Ключиковским и переименован в Филипповский, Никологорский сельсовет переименован в Шатневский.
- В 1960 году деревня Холуй переименована в Октябрьскую, а Холуйский сельсовет — в Октябрьский.
- В 1962 году Филипповский сельсовет переименован в Ключиковский.
- 1 февраля 1963 года район был ликвидирован: 7 сельсоветов (Больше-Высоковский, Буторлинский, Галкинский, Октябрьский, Сергиево-Горский, Шатневский, Эдонский) перешли в Вязниковский сельский район; 2 сельсовета (Ключиковский и Степанцевский) перешли в Ковровский сельский район[3]..

## Административное деление
В 1940 году в состав района входило 1 рабочий посёлок (Никологоры) и 15 сельских советов:
| - Аксенихский, - Афанасовский, - Больше-Высоковский, - Бутурлинский, - Галкинский, - Злобаевский, - Ключиковский, - Курбатихский, | - Никологорский, - Пивоваровский, - Сергиево-Горский, - Степанцевский, - Харинский, - Холуйский, - Эдонский, |